# 大阪府立八尾北高等学校
大阪府立八尾北高等学校（おおさかふりつ やおきたこうとうがっこう）は、大阪府八尾市萱振町に所在する公立の高等学校。

## 概要
全日制総合学科を設置する。約140の選択科目を開講し、教科に関する科目のほか、教科の枠を横断する総合選択科目として、国際コミュニケーション系列、福祉ネットワーク系列、情報・テクノロジー系列、ライフクリエーション系列、人間科学系列を設置している。系列は関連性・系統性の強い科目をグループ化したもので、コースなどのように所属を意味するものではなく、生徒は自らの希望によって多様な科目を選択できる。
1981年に全日制普通科高等学校として開校した。その後大阪府教育委員会の「府立高等学校特色づくり・再編整備計画」対象校となり、2003年に総合学科に改編された。
学校敷地は、古代から中世にかけての複合遺跡・萱振遺跡の一部となっている。校舎建設の際に発掘調査がおこなわれ、古墳時代の方墳とされる萱振1号墳や、弥生時代・奈良時代・中世の建物跡が発見された。萱振1号墳は大阪府史跡に指定され、学校敷地内に復元保存されている。校舎のレイアウトも、古墳の保存を考慮している。
校歌の作詞・作曲は、フォークシンガーの高石ともやが担当した。

## 沿革
1981年に大阪府議会で設置が議決された。1983年1月1日付で大阪府立八尾北高等学校として設置され、大阪府立八尾高等学校の校舎を間借りして開校準備業務をおこなった。
1983年4月1日付で全日制普通科高等学校として、大阪府立八尾北高等学校が開校した。開校当初は、八尾市柏村町1丁目63・旧八尾市立清友高等学校跡（現在の金光八尾中学校・高等学校敷地）を仮校舎として使用した。翌1984年8月、現在地に校舎が完成して移転している。
2003年度入学生より総合学科に改編された。

### 年表
- 1981年10月20日 - 大阪府議会で設置が議決される。
- 1982年12月22日 - 大阪府立八尾北高等学校の校名が決定。
- 1983年 - 全日制普通科高校として、八尾市柏村町の仮校舎で開校。
- 1984年8月20日 -　現在地の本校舎に移転。
- 2003年4月1日 - 総合学科へ改編。

## 交通
- 近鉄大阪線近鉄八尾駅 北へ約1.2km。
- 近鉄八尾駅または近鉄奈良線若江岩田駅から、近鉄バス 八尾北高校前バス停下車。